# پایگاه هوایی آستا
پایگاه هوایی آستا (به انگلیسی: Asta (air base)) یک فرودگاه نظامی است . این فرودگاه در کشور استونی قرار دارد و در ارتفاع ۲۱ متری از سطح دریا واقع شده‌است.